# Acrocephalus rodericanus
Acrocephalus rodericanus là một loài chim trong họ Acrocephalidae.